# Anna Battke
Anna Battke, född den 3 januari 1985 i Düsseldorf, är en tysk friidrottare som tävlar i stavhopp.
Battke deltog vid Inomhus-VM 2008 i Valencia där hon slutade på en åttonde plats med ett hopp på 4,45. Vid EM-inomhus 2009 slutade hon trea med ett hopp på 4,65.

## Personligt rekord
- Stavhopp - 4,56 (inomhus 4,65)